# Villaines-la-Carelle
Villaines-la-Carelle è un comune francese di 180 abitanti situato nel dipartimento della Sarthe nella regione dei Paesi della Loira.

## Società

### Evoluzione demografica
Abitanti censiti